# La Cuisine (centre d'art)
La Cuisine, était un centre d'art et de design consacré à la création contemporaine. Unique lieu de ce genre en France spécifiquement dédié à la cuisine, à l’alimentation, à l'agriculture et au design, il fut pionnier en Europe à sa création. C'était également le seul centre d’art et de création artistique contemporaine conventionné avec l’État en Tarn-et-Garonne.
Imaginé, fondé et développé par Stéphanie Sagot, le projet est né en 2004 avec le soutien Jean Cambon, alors maire de Nègrepelisse (Tarn-et-Garonne). Malgré ses spécificités et une large reconnaissance des milieux spécialisés et d'un public en partie local, le lieu ferme ses portes le 21 décembre 2022.

## Historique
Le projet est né en 2004 sous l'impulsion de Stéphanie Sagot et avec le soutien du maire d'alors, Jean Cambon.
Longtemps nomade pour ses expositions, la structure dispose désormais d'un espace spécialement aménagé pour son activité dans les murs restaurés et complétés de l'ancien château-fort de Nègrepelisse.
Dessiné par les architectes du cabinet RCR, Prix Pritzker 2017,,, le bâtiment inauguré le 14 juin 2014, allie l'architecture traditionnelle en pierre de taille du château-fort initial à une architecture singulière d'acier corten et de verre. Il dispose en complément des bureaux nécessaire à l'équipe, d'une cuisine entièrement aménagée conçue pour recevoir le public d'ateliers culinaires, d'une salle d'exposition, d'un auditorium, d'une bibliothèque d'ouvrages spécialisés, d'une salle de lecture permettant également d'accueillir des ateliers pour le jeune public ou des réunions d'associations, et d'un atelier d'artiste, dans le donjon.
Lieu de recherche, de création et d'expérimentation, en complément des expositions, La cuisine propose des résidences d'artistes, des concours, des ateliers culinaires de partage des savoirs, des rencontres avec des artistes ou des spécialistes, des actions pérennes sur le territoire du Pays Midi-Quercy, etc. Depuis 2015 La cuisine est missionnée par la DRAC Occitanie pour réaliser un festival d'architecture.
Précédemment co-dirigée par Stéphanie Sagot (fondatrice, directrice artistique et scientifique) et Valentine Boé (directrice des services et de l’action culturelle), la direction est ensuite assurée par Yvan Poulain, de 2016 à 2019 puis par Marta Jonville, à partir de l’été 2019.
Depuis l'inauguration du nouveau bâtiment en 2014, le centre d'art et de design La cuisine a présenté lors d'expositions personnelles les artistes, designers et collectifs suivants (par ordre chronologique, ne sont pas mentionnées ci-dessous les expositions présentées en divers lieux depuis l'origine de la structure) :
2022
- Fumaisons, Frugale Studio, résidence, exposition
- Ma petite cuisine, Lucie Bayens, résidence, exposition
- Elles Aveyronnent, Anne-Sophie Milon, Veronica Calvo, Tomas Matauko, Benoit Verjat, Marion Albert, Antoine Devillet, Jan Zalasiewicz, Jérôme Gaillardet résidence.

2021
- Guerre et Paix du vivant, Diane Trouillet
- Ethersection, Philippe Charles en collaboration avec Laetitia Bourget
- Le cours de l'eau, La cour et l'eau, Festival Architecture et Paysages à La cuisine 2021, ConstructLab
- Seconde Nature, Denise Bresciani

2020
- On mange qui ce soir en 2060, Collectif La Zone, Sharon Alfassi, Seumboy Vrainom :€, François Cam
- Aux Arbres ! Exposition collective, Le Nouveau Ministère de l'Agriculture & le collectif Les Trames
- Supermâle et autres tétralogies marines, Stéphanie Sagot
- Nos Cabanes, Journée Nationales de l'architecture 2021

2019
- Maxidreams et Dodocho (parcours), Florence Doléac.
- Patate, exposition collective avec Élise Carron, Céline Domengie, Babeth Rambault et Jean-Paul Thibeau.
- Greenwashing, biennale de l'Institut Supérieur Couleur Image Design (ISCID) de Montauban.
- Bruits / Matériaux, Christophe Giffard et Lucie Laflorentie.

2018
- La centrale, Laurent Tixador.
- The Lament of the Accolade Tree, Shipsides & Beggs Projects (Dan Shipsides et Neal Beggs).
- Quand les artistes passent à table, exposition collective avec Thierry Boutonnier, Alexa Brunet, Martine Camillieri, Olivier Darné, Denis Darzacq, Bernard Demenge, Sylvain Gouraud, Suzanne Husky, Stéphanie Lacombe, Robin Lopvet, Lucy et Jorge Orta, Julie Rothhahn, Gregg Segal, Fabien Souche et Tabas.
- Qui a mangé Johnny Depp, Berclaz de Sierre.
- Éléments de langage, Le nouveau ministère de l'agriculture (Suzanne Husky et Stéphanie Sagot).

2017
- Salomé III, Lou Andréa Lassalle.
- Marché noir, Malte Martin encadrant les étudiants de l'ISCID de Montauban.
- Bonjour Monsieur Segonzac, Bertrand Segonzac.
- Mme Orain et la mogette magique, David Michael Clarke et invités (liste des invités : Marie Angelé, Neal Beggs, Hervé Beurel, Florence Carbonne, Christelle Familiari, Maxwell James Farrington, Yohann Gozard, Bonella Holloway, Anabelle Hulaut, David Kidman, Victoria Klotz, Xavier Krebs, Roger Le Flanchec, Guillaume Pinard, Marianne Plo, Philippe Poupet, Babeth Rambault, Anne Santini, Katharina Schmidt, Bertrand Segonzac, Laurent Tixador, Elsa Tomkowiak, Béatrice Utrilla et Juliette Wouth).
- Contrairement au gibier, ROVO (Gaëlle Sandré et Sébastien Dégeilh).
- L'odyssée de Sylvius et Rolando, Jim Fauvet.

2016
- Cocagne, Marie Sirgue.
- Cosa Mangiare, Nicolas Daubanes (résidence hors les murs à la Maison d'arrêt de Montauban et exposition au centre d'art).
- Mythologies des formes, Célia-Hannes.
- Les Sabines, Sabine Anne Deshais.

2015
- Une soupe en automne Robert Milin.
- Là bas si j'y suis Yohann Gozard (résidence hors les murs à la Maison d'arrêt de Montauban et cycle d'expositions hors les murs).
- Outils de corrections sélectives, ENSA Toulouse
- Des espoirs Emma Dusong.
- Jeux de briques Olivier Vadrot.

2014
- Identités remarquables, Le bruit du frigo.
- Églogues, Suzanne Husky.

## Financements
La construction du centre d'art a coûté 3,6 millions d'euros : 75% financés par la Drac, le département de Tarn-et-Garonne et la région Occitanie et les 25% restant à la charge de la commune de Nègrepelisse. L’année suivant l’inauguration du nouveau bâtiment, le coût de fonctionnement annuel, était de 270.000 euros dont les deux tiers investis dans les salaires. La ville assumait 30% à 35% de ce coût, le reste étant également financé par la Drac, le département de Tarn-et-Garonne et la région Occitanie et plus ponctuellement par la communauté de communes Quercy Vert-Aveyron et la Communauté européenne via les fonds Leader.

## Fermeture
Malgré une reconnaissance de la presse, des milieux spécialisés et d'une partie du public local, la mairie de Nègrepelisse décide de fermer le centre d'art, dont elle remettait la légitimité en cause depuis son ouverture en 2014. La cuisine ferme définitivement ses portes le mercredi 21 décembre 2022 à 16h30,.